# Donzela-roxa
A donzela-roxa ou tesourinha (nome científico: Chromis scotti) é um peixe marinho da família dos pomacentrídeos (Pomacentridae), associado a recifes tropicais do Atlântico Ocidental.

## Etimologia
O nome do gênero Chromis deriva do grego khrómis (χρόμις), que faz referência a um peixe, talvez uma perca. O epíteto específico scotti é uma homenagem ao Dr. William Beverly ‘Bev’ Scott (1917–2014), curador de ictiologia e herpetologia do Museu Real de Ontário (1950–1974) e então cientista emérito.

## Taxonomia
A donzela-roxa foi classificado pela primeira vez em 1968 por Alan R. Emery. Faz parte da família dos pomacentrídeos (Pomacentridae).

## Descrição
O corpo da donzela-roxa é comprimido lateralmente e de formato oval. Possui um par de narinas e o osso soborbital apresenta borda lisa, sem entalhes, completamente recoberto por escamas. O pré-opérculo é liso ou apresenta finas serrilhas esporádicas. A boca é pequena, protuberante e terminal, com dentes dispostos em duas fileiras - os externos, de forma cônica, são maiores. Apresenta uma única nadadeira dorsal contínua com 13 espinhos e 11 a 12 raios moles; a nadadeira anal possui dois espinhos e 11 a 12 raios; a nadadeira peitoral contém de 17 a 19 raios. Na base superior e inferior da nadadeira caudal há de dois a três espinhos curtos projetados. A nadadeira caudal é profundamente bifurcada, com as extremidades arredondadas.
O corpo é recoberto por escamas grandes e ásperas, incluindo grande parte da cabeça; as regiões basais das nadadeiras medianas também são escamadas. A linha lateral é incompleta, terminando abaixo da base da nadadeira dorsal, com 15 a 18 escamas. Os adultos apresentam coloração variável: marrom-acinzentada uniforme ou mais escura na metade superior da cabeça e do corpo, tornando-se esbranquiçada na parte inferior. Pequenas manchas azuis estão presentes na cabeça e, em quantidade variável, podem se estender da porção anterior do corpo até a base da cauda. As nadadeiras variam entre tons escuros e cinza-claro, podendo exibir tonalidade amarelada nas nadadeiras medianas. Os juvenis possuem coloração azul-arroxeada a azul-escura, tanto no corpo quanto nas nadadeiras. A espécie atinge até 10 cm de comprimento.

## Distribuição e habitat
A donzela-roxa habita a América do Norte (Estados Unidos (Flórida) e México), Caribe (Ilhas Virgens Americanas, Jamaica, Cuba, Bermudas, Porto Rico, Tobago e Baamas), América Central (Belize, Costa Rica, Guatemala, Honduras, Nicarágua e Panamá) e América do Sul (Colômbia, Venezuela, Guiana, Suriname, Guiana Francesa e Brasil). No Brasil, há registros no litoral do Ceará, Maranhão e Rio Grande do Norte. Os registros das Bermudas são considerados de indivíduos migratórios. Habita recifes mais profundos (40 a 80 metros) e locais continentais.

## Ecologia
A donzela-roxa é ovípara, com formação de pares distintos durante a reprodução. Os ovos são demersais e aderem ao substrato, sendo posteriormente cuidados pelos machos, que os protegem e ventilam até a eclosão. Alimenta-se de zooplâncton.

## Conservação
A União Internacional para a Conservação da Natureza (UICN) classifica a donzela-roxa como uma espécie pouco preocupante (LC), pois está amplamente distribuído e abundante localmente, ocorrendo em recifes mais profundos. Não há grandes ameaças conhecidas e ocorre em diversas reservas marinhas em partes de sua área de distribuição. Tem valor secundário no aquarismo. Em 2018, foi classificada como pouco preocupante (LC) no Livro Vermelho da Fauna Brasileira Ameaçada de Extinção do Instituto Chico Mendes de Conservação da Biodiversidade (ICMBio). No Brasil, ocorre na área de conservação do Parque Estadual Marinho do Parcel de Manuel Luís.